# Albin Pelak
Albin Pelak est un footballeur international bosnien né le 9 avril 1981.